# Bipalium nobile
Bipalium nobile és una espècie de planària terrestre que pertany a la subfamília dels bipalins i que habita al Japó. És el triclàdide més llarg conegut, podent arribar a mesurar 1 metre de longitud. Habitualment mesuren entre 120 i 300 mm de longitud i entre 5 i 10 mm d'amplada.
El nombre de cromosomes és de 2n=10, amb un cariotip de 2m + 2m + m & sm + 2sm + 2sm.

## Descripció
Bipalium nobile presenta tres línies longitudinals llargues a la superfície dorsal del cos, la que està situada al mig s'estén fins a placa cefàlica. També presenta un parell de línies curtes i marginals i, a la superfície ventral en presenta dues. El color de fons és marró-groguenc pàl·lid uniforme. L'anatomia de l'aparell genital és diferent al de la resta de Bipalium.